# İzmirspor
İzmirspor ist ein türkischer Sportverein aus der gleichnamigen Provinz Izmir. Der Fußballverein spielt momentan in der regionalen Amateurliga. Der Verein wurde 1923 gegründet. İzmirspor ist einer von acht Fußballvereinen der Provinz Izmir, die im türkischen Profi- bzw. Semiprofifußball mitwirken. Zusammen mit Beykozspor wurde İzmirspor die Ehre zuteil, am 21. Februar 1959 die erste Partie der neu eingeführten und landesweit ausgetragenen höchsten Spielklasse, der heutigen Süper Lig, zu spielen. Der größte Erfolg der Vereinsgeschichte ist der 4. Tabellenplatz in der Süper Lig während der Saison 1959/60. Der bekannteste Spieler des Vereins ist die türkische Spielerlegende Metin Oktay.

## Geschichte

### Gründung
Der Verein wurde 1923 im Izmirer Stadtteil Eşrefpaşa unter dem Namen Altınay SK gegründet. Dieser Verein entwickelte die nachfolgenden Jahre eine große Rivalität zu Sakarya Kulübü, einem weiteren Verein des Stadtteils Eşrefpaşa. Als sich diese Rivalität verhärtete und die Konkurrenzfähigkeit des Stadtteils mit den Vereinen der anderen Stadtteile zu verhindern drohte, entschieden die Notabeln von Eşrefpaşa, beide Vereine zu fusionieren. Aus dieser Fusion entstand am 28. November 1930 der Verein mit dem heutigen Namen İzmirspor. Die Vereinsfarben wurden erst auf blau-weiß festgelegt. Diese Farben wurden wenig später auf Wunsch von Fahrettin Altay auf die heutige Form Marineblau-weiß abgeändert.

### Einstieg in den Profifußball
İzmirspor gehört zu den Gründungsvereinen der höchsten türkischen Spielklasse, der heutigen Süper Lig. Nachdem der Verein neun Jahre lang nach der Ligagründung erstklassig gewesen war, verpasste er zum Sommer 1967 den Klassenerhalt und stieg zum ersten Mal in der Vereinshistorie in die TFF 1. Lig ab. Hier wurde auf Anhieb die Meisterschaft und damit der direkte Wiederaufstieg erreicht. In die Süper Lig aufgestiegen, misslang bereits in der ersten Saison der Klassenerhalt.

### Abstieg in die unteren Ligen und Neuzeit
Nachdem der Verein bis zum Jahre 2008 immer in der zweit- bzw. dritthöchsten türkischen Liga am Wettbewerb teilgenommen hatte, wurde er dann zum ersten Mal viertklassig. 2010 verpasste man auch hier den Klassenerhalt und spielt seither in der Bölgesel Amatör Lig.
In der Saison 2013/14 erreichte man mit 60 gesammelten Punkten den zweiten Tabellenplatz und qualifizierte sich für die Play-offs, die in die TFF 3. Lig führen. Dort scheiterte man jedoch an Tire 1922 Spor mit 5:6 nach Elfmeterschießen, nachdem das Spiel nach 120 Minuten mit 0:0 geendet hatte. Nach einem siebten Platz in der folgenden Saison musste man in der Saison 2015/16 den Abstieg als 12. Platz in die Süper Amatör Küme hinnehmen.

## Fans
Zahlenmäßig hat İzmirspor wohl die wenigsten Anhänger aller Mannschaften der Stadt, die im Profifußball vertreten waren. Noch weiter zurückgegangen sind die Zuschauerzahlen nach dem sportlichen Niedergang bis in die Bölgesel Amatör Lig. Die Ultras von İzmirspor nennen sich Ateş, was übersetzt Feuer bedeutet. Die Ateş-Gruppe distanziert sich ausdrücklich von Rivalitäten zu den anderen Vereinen aus Izmir und spricht sich offen gegen Gewalt und für Freundschaft zwischen den Fans aus.

## Erfolge

### Vor der Erstligagründung
- Meister der İzmir Futbol Ligi: 1929/30[3], 1932/33, 1948/49, 1954/55, 1955/56

### Nach der Erstligagründung
- Türkischer Zweitligameister (1): 1967/68
- Türkischer Drittligameister (3): 1979/80, 1988/89, 1997/98
- TSYD-Pokal (Izmir) (1): 2004

## Ligazugehörigkeit

### Vor der Erstligagründung
- İzmir Futbol Ligi: 1923–1959

### Nach der Erstligagründung
- 1. Liga: 1959–1967, 1968–1969
- 2. Liga: 1967–1968, 1969–1972, 1980–1988, 1989–1993, 1998–2004
- 3. Liga: 1972–1980, 1988–1989, 1993–1998, 2004–2008
- 4. Liga: 2008–10
- Regionale Amateurliga: seit 2010

## Rekordspieler
| Rang                 | Name           | Einsätze | Zeitraum  |
| -------------------- | -------------- | -------- | --------- |
| 01.                  | Turgay Meto    | 155      | 1961–1969 |
| 02.                  | Seyfi Talay    | 151      | 1959–1969 |
| 03.                  | İrfan İrkörücü | 117      | 1960–1966 |
| 03.                  | Bülent Buda    | 117      | 1961–1965 |
| 04.                  | Doğan Akı      | 105      | 1962–1966 |
| 05.                  | Orhan Utkuoğlu | 104      | 1959–1963 |
| 06.                  | Sezen Kadıoğlu | 97       | 1964–1969 |
| 07.                  | Erol Yılmaz    | 94       | 1960–1964 |
| 08.                  | Aykut Akkor    | 93       | 1959–1962 |
| 09.                  | Ergün Acuner   | 90       | 1960–1965 |
| 10.                  | Gürcan Berk    | 83       | 1960–1967 |
| 10.                  | Faruk Kutyol   | 83       | 1961–1965 |
| Stand: 11. März 2016 |                |          |           |

| Rang                 | Name              | Tor | Einsätze | Tor/Spiel |
| -------------------- | ----------------- | --- | -------- | --------- |
| 01.                  | Turgay Meto       | 33  | 155      | 0,21      |
| 02.                  | Ergün Acuner      | 23  | 90       | 0,26      |
| 03.                  | Cenap Doruk       | 20  | 56       | 0,36      |
| 04.                  | Nazım Çamlıbel    | 16  | 52       | 0,31      |
| 05.                  | Güven Önüt        | 15  | 29       | 0,52      |
| 05.                  | Nedim Baloğulları | 15  | 76       | 0,2       |
| 06.                  | Orhan Pişirgen    | 12  | 32       | 0,38      |
| 07.                  | Mustafa Soykan    | 11  | 55       | 0,2       |
| 07.                  | İbrahim Ayhan     | 11  | 56       | 0,2       |
| 07.                  | Rahmi Kaleci      | 11  | 68       | 0,16      |
| 08.                  | Doğan Akı         | 10  | 105      | 0,1       |
| 09.                  | Cengiz Karakayalı | 8   | 53       | 0,15      |
| 10.                  | Erol Kaynak       | 7   | 48       | 0,15      |
| 10.                  | Gürcan Berk       | 7   | 83       | 0,08      |
| Stand: 11. März 2016 |                   |     |          |           |

## Ehemalige bekannte Spieler
- Ergün Acuner
- Doğan Akı
- Aykut Akkor
- İbrahim Ayhan
- Mesut Bakkal
- Nedim Baloğulları
- Tuncay Becedek 2
- Gürcan Berk
- Bülent Buda
- Nazım Çamlıbel
- İsmail Demiriz 2
- Cenap Doruk
- Levent Eriş

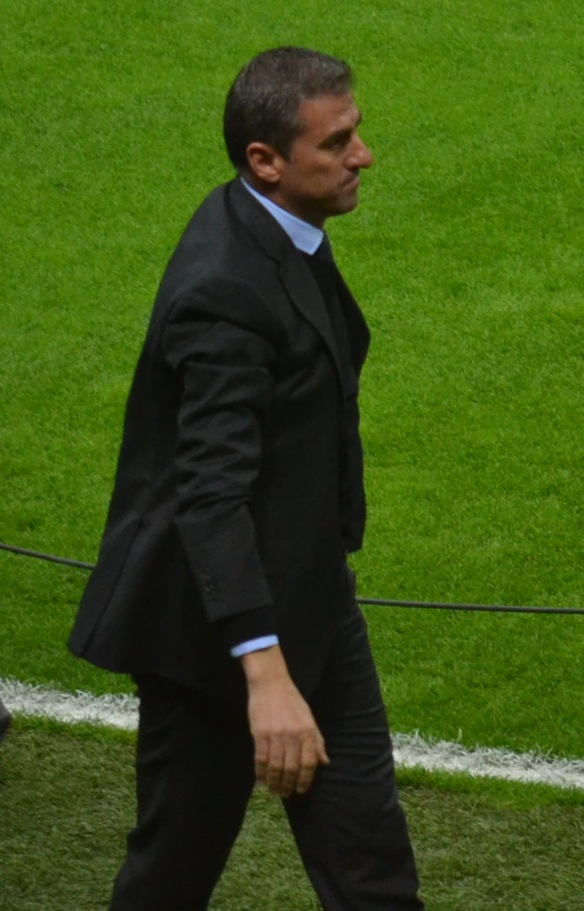
Hamza Hamzaoğlu
- Efe İnanç
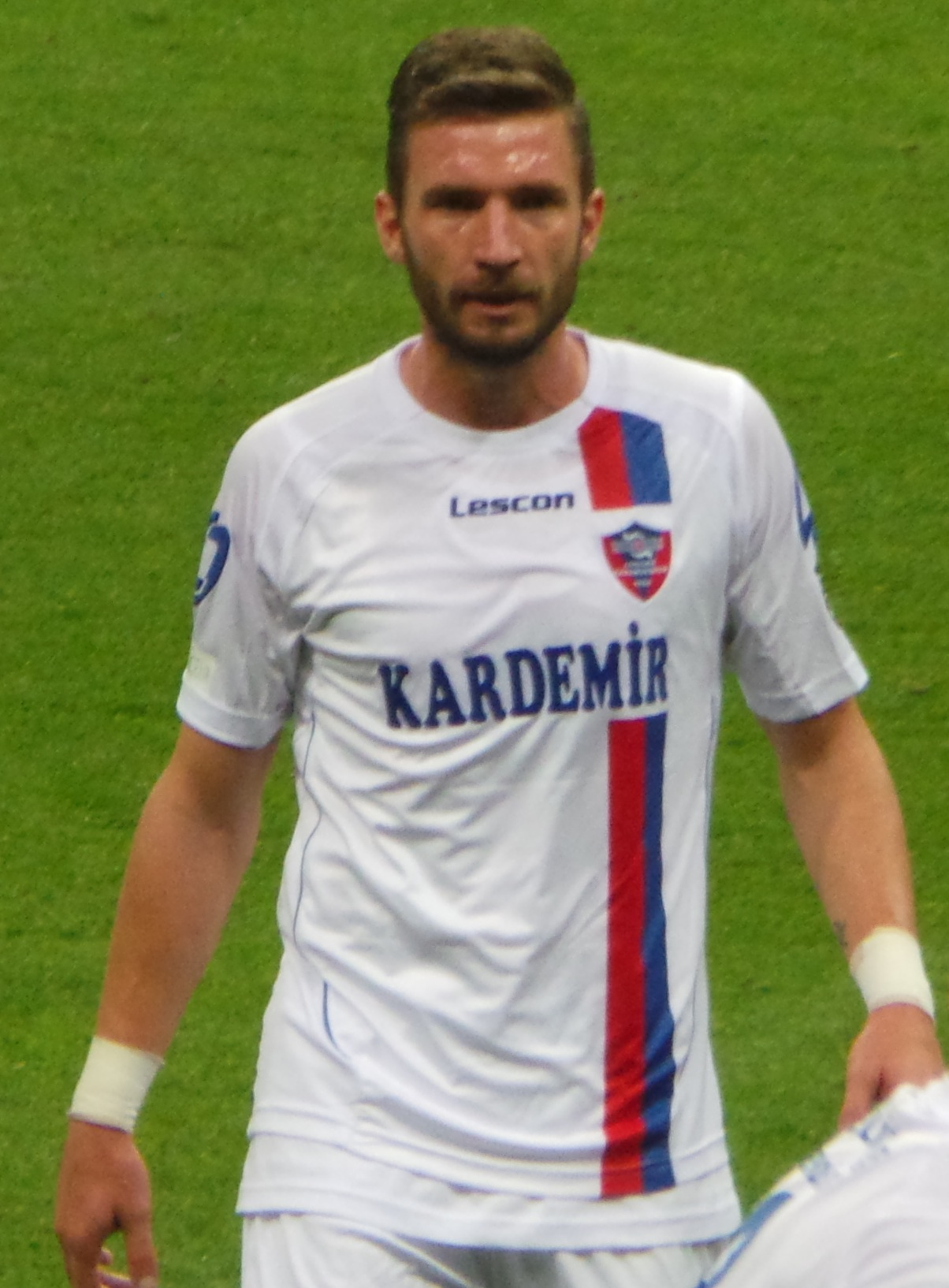
Yiğit İncedemir
- İrfan İrkörücü
- Rahmi Kaleci 2
- Sezen Kadıoğlu
- Cengiz Karakayalı
- Erol Kaynak
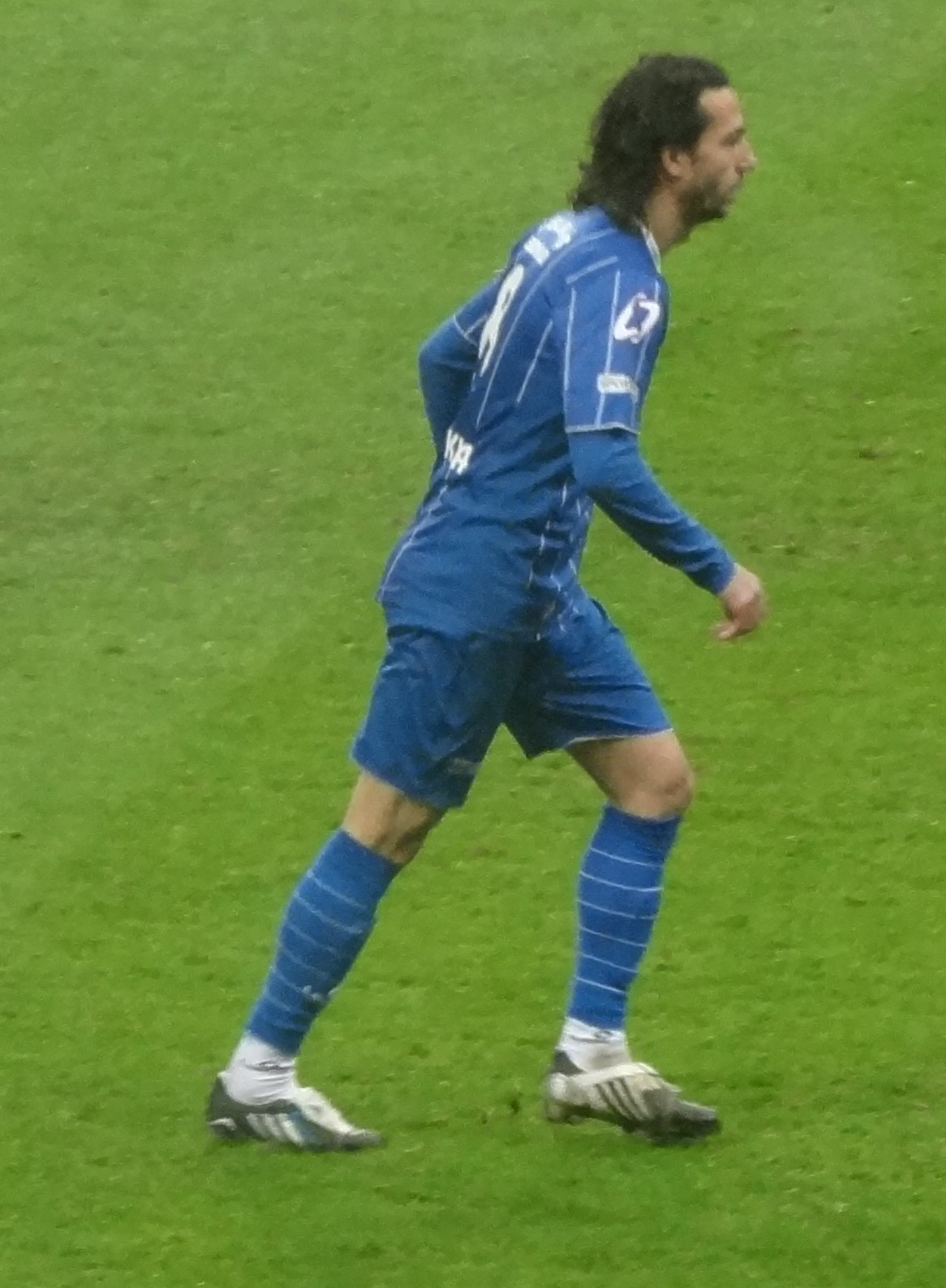
Bilal Kısa
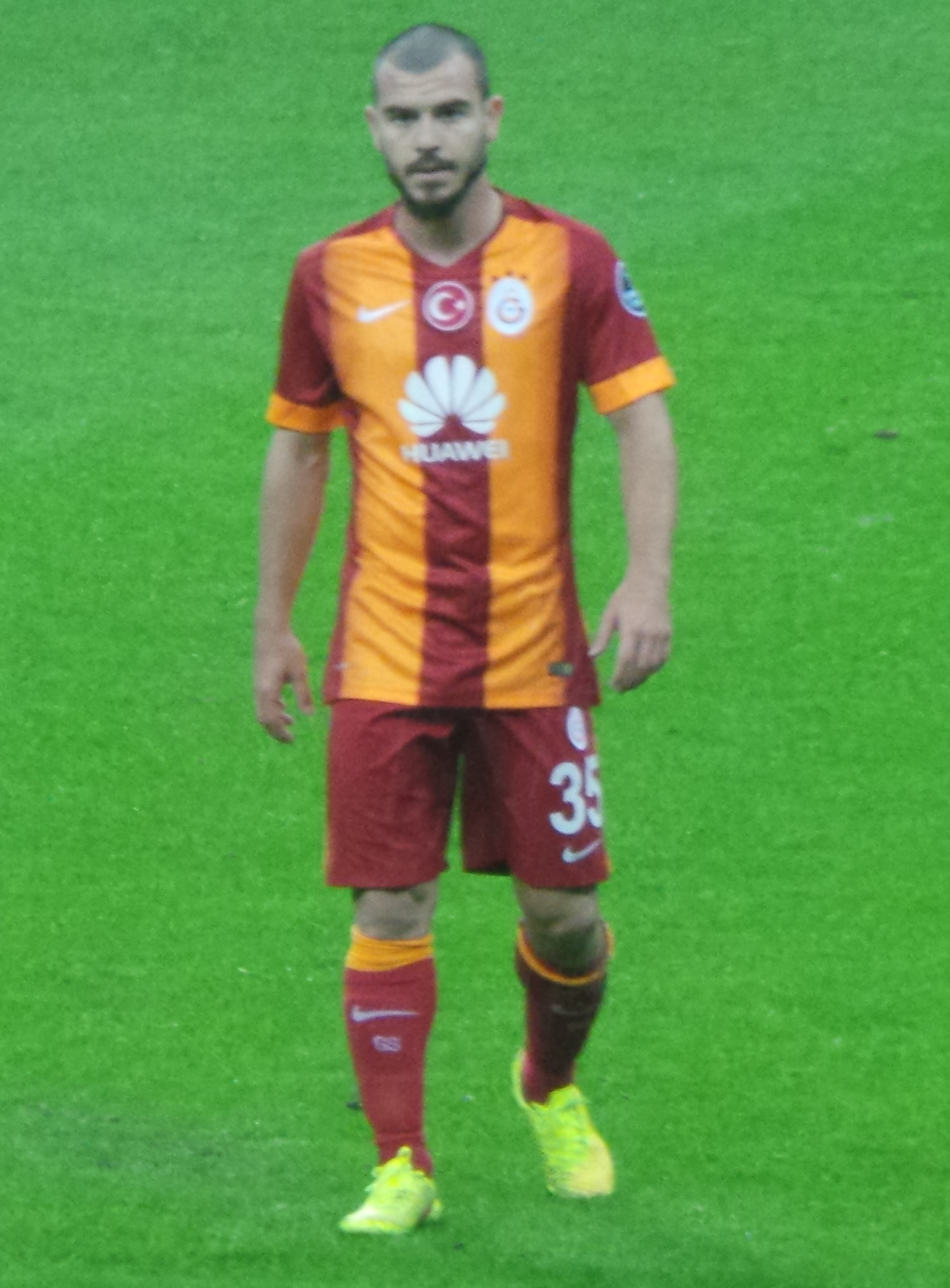
Yekta Kurtuluş
- Faruk Kutyol
- Turgay Meto
- Feti Okuroğlu
- Metin Oktay
- Güven Önüt
- Orhan Pişirgen
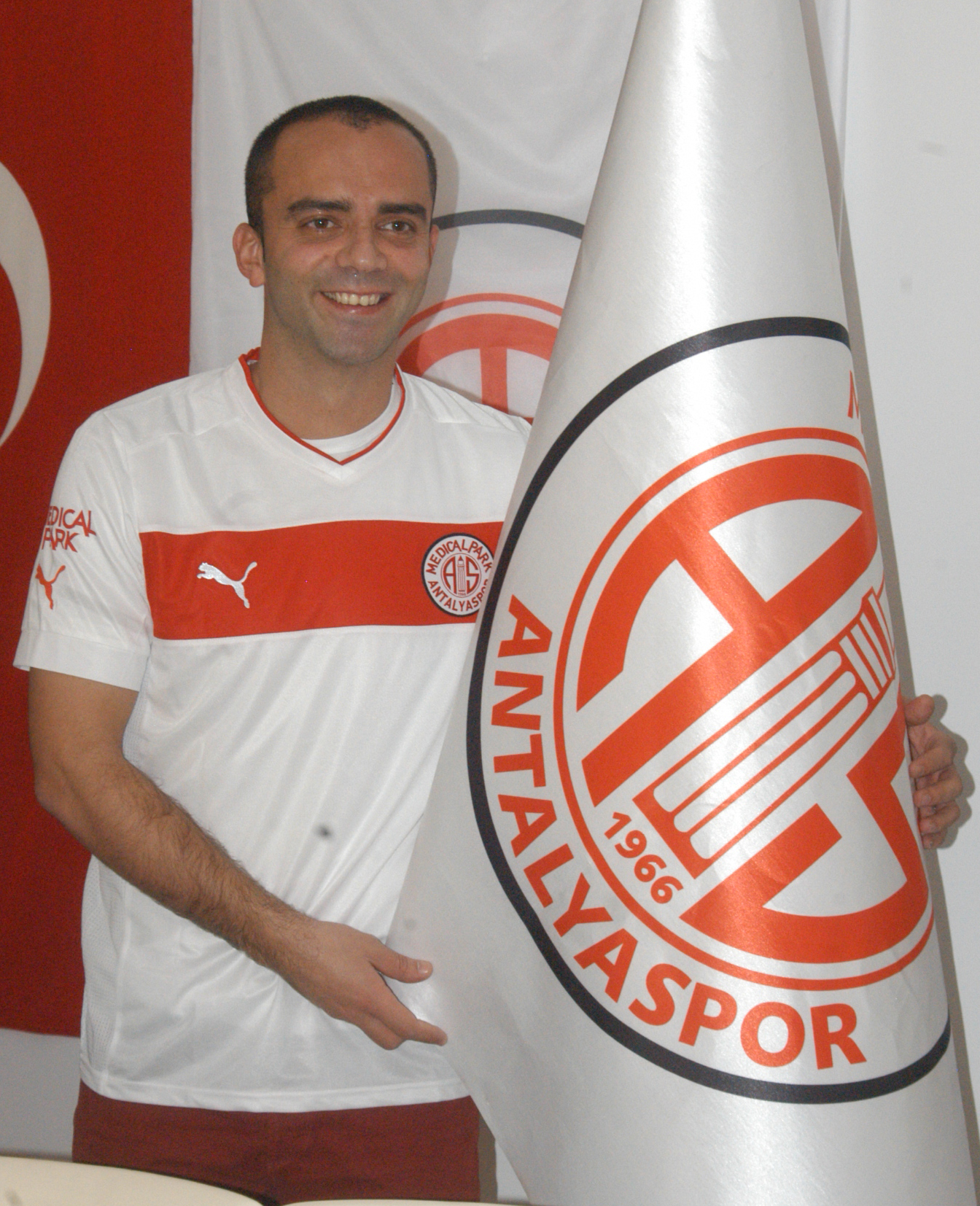
Semih Şentürk
- Mustafa Soykan
- Kamuran Soykıray
- Seyfi Talay
- İhsan Türemen 1, 2
- Orhan Utkuoğlu
- Aydın Yelken
- Ahmet Yıldırım
- Erol Yılmaz
- Mustafa Yürür

- Hamza Hamzaoğlu
- Yiğit İncedemir
- Bilal Kısa
- Yekta Kurtuluş
- Semih Şentürk

## Bekannte ehemalige Trainer
- Aleksandar Petaković (15. November 1968 – 24. Mai 1969)

## Trivia
- In Izmir existiert eine Metrostation der Metro İzmir, die den Namen İzmirspor trägt.